# دردسرهای آبجوسازی
دردسرهای آبجوسازی (انگلیسی: Trouble Brewing) یک فیلم کمدی صامت کوتاه آمریکایی به کارگردانی لری سمون است که در سال ۱۹۲۴ منتشر شد. از بازیگران این فیلم می‌توان به اولیور هاردی، لری سمون، کارملیتا گرتی، ویلیام هابر و ال تامپسون اشاره کرد.